# Kirkby (Lincolnshire)
Kirkby – wieś w Anglii, w Lincolnshire. Leży 23,6 km od Lincoln i 213,3 km od Londynu. W latach 1870–1872 osada liczyła 477 mieszkańców.